# 165 (số)
165 (một trăm sáu mươi lăm) là một số tự nhiên ngay sau 164 và ngay trước 166.